# 天主教藝術博物館與墓室

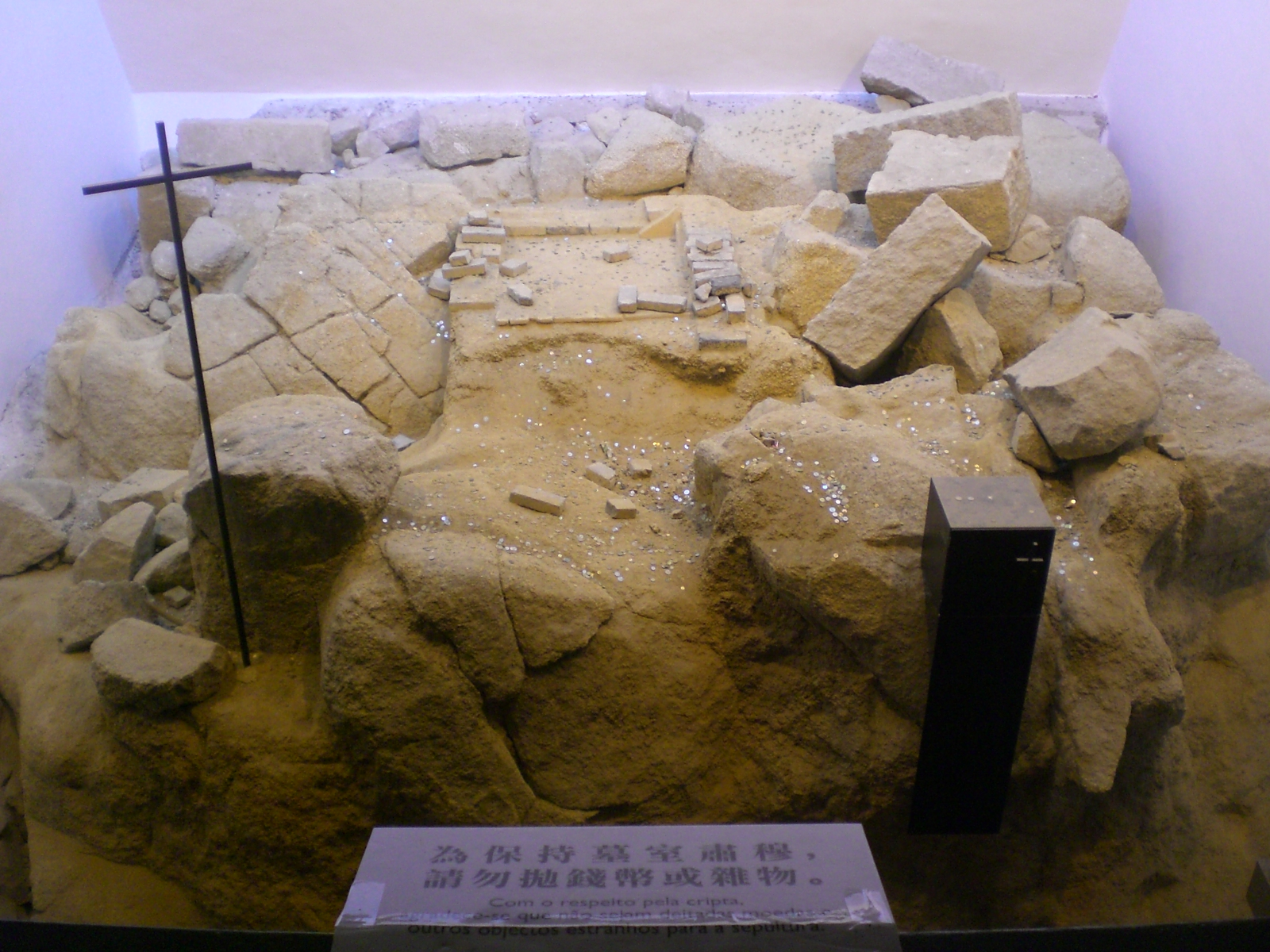
天主教藝術博物館與墓室

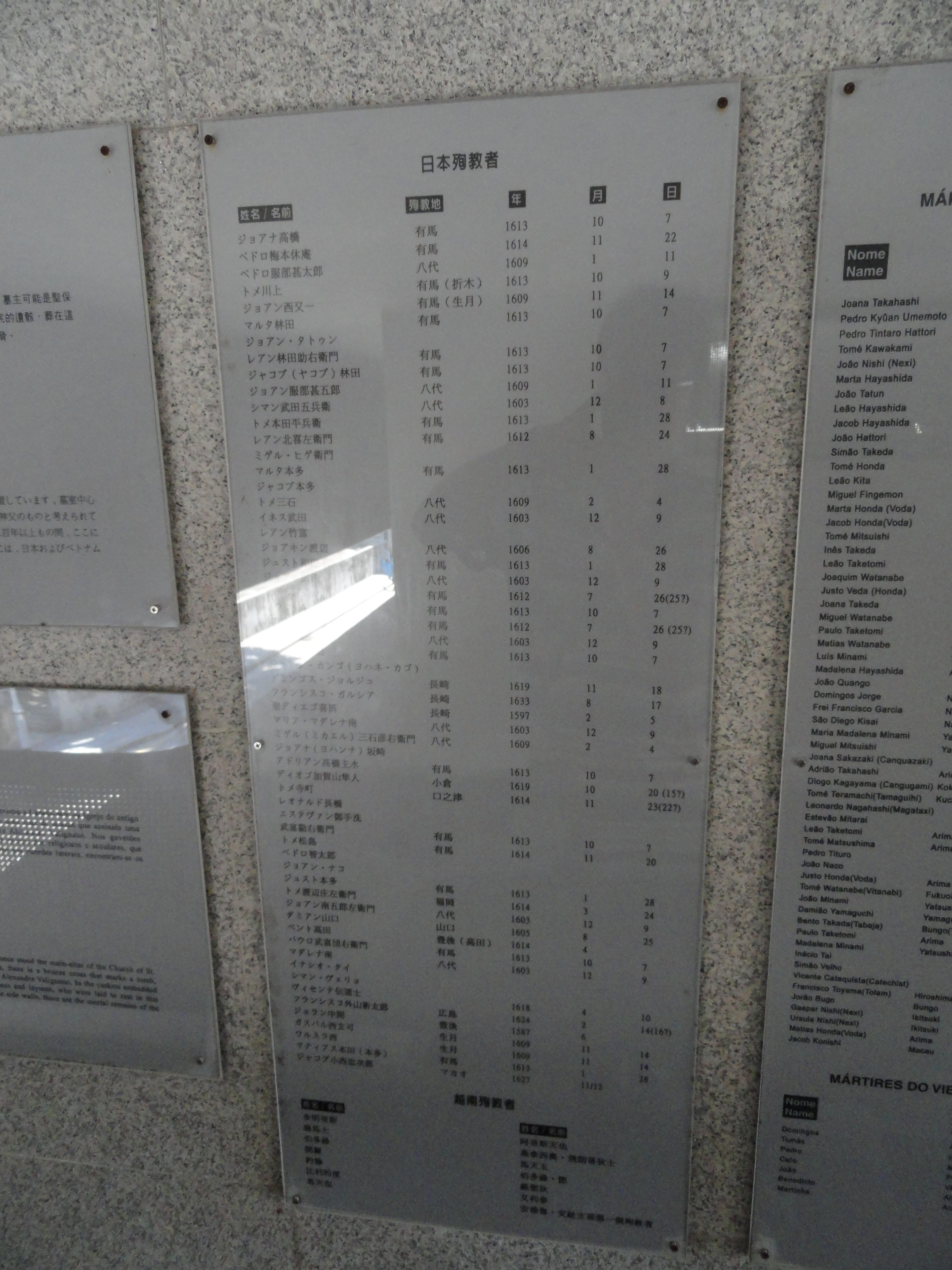
天主教艺术博物馆与墓室里安放的殉道者遗骨相应姓名等信息

天主教藝術博物館與墓室，位於澳門地標大三巴牌坊後面，原屬天主之母教堂的內部主祭壇的位置。1835年聖保祿學院大火，教堂被夷為平地，僅存前壁。教區把後方的空間改為墳地，直到城外的舊西洋墳場完成為止。此後該地段一直丟空。1990年代，當局進行了考古發掘，起出教堂的地基，然後建立了博物館與墓室，1996年10月23日落成揭幕。現展出了屬天主教澳門教區的文物，其中包括油畫、耶穌受難像、聖像、教堂聖物、禮拜器物等，共三十四件，其中尤以《聖彌額爾大天神》油畫最珍貴，是聖保祿學院唯一留存至今的油畫藝術品。
墓室安放了由路環聖方濟各聖堂遷來的日本和越南殉道者骸骨。中央為一座花崗岩墓穴的遺址，墓主很可能是聖保祿學院創始人范禮安神父。

## 相關資訊
- 開放時間：每日上午九時至下午六時
- 入場費：免費

## 特色展品
- 《聖味基聖像》 (日本畫家的作品)
- 《日本長崎的殉道聖人》
- 四幅詮釋聖方濟各一生的早期油畫作品
- 具洛可可風格的聖母肩輿 (即轎子)

## 周邊
- 澳門博物館
- 大三巴牌坊
- 聖保祿學院遺址
- 大三巴哪吒廟
- 澳門大炮台